# Dominic O'Brien
Pour les articles homonymes, voir O'Brien.
Dominic O'Brien, né en août 1957, est un mnémoniste britannique et auteur de livres liés à la mémoire. 

## Biographie
Dominic O'Brien est huit fois champion du monde de la mémoire aux World Memory Championships et travaille comme entraîneur pour Peak Performance Training.
Il commence à développer ses techniques mnémoniques en 1987 lorsqu'il voit Creighton Carvello mémoriser un jeu de 52 cartes en moins de trois minutes dans l'émission de télévision de la BBC Record Breakers. Pour mémoriser les nombres, O'Brien développe le système mnémonique Dominic, qui est similaire au système Major. Il est aussi l'auteur de nombreux livres sur des techniques de mémorisation. Il est par ailleurs dyslexique, sans que cela ne soit un handicap pour son entraînement. 
Il a une entrée dans le Livre Guinness des records pour son exploit du 1er mai 2002 de mémoriser une séquence aléatoire de 2808 cartes à jouer (54 paquets) après avoir regardé chaque carte une seule fois,. Il a pu réciter correctement leur ordre, ne faisant que huit erreurs (restant dans la marge d'erreur permise de 0,5 %), dont quatre qu'il a immédiatement corrigées lorsqu'on lui a dit qu'il avait tort.